# 2017 no cinema
Existe uma enorme quantidade de filmes que foram lançados em 2017. Enquanto alguns filmes anunciaram datas de lançamento, mas ainda não começaram 
a filmar, outros estão em produção, mas ainda não têm datas de lançamento definitivas.

## Maiores bilheterias de 2017
Os principais filmes lançados em 2017 por arrecadação mundial são os seguintes:
| Ranque | Título                         | Distribuidor         | Bilheteria global |
| ------ | ------------------------------ | -------------------- | ----------------- |
| 1      | Star Wars: The Last Jedi       | Disney               | US$ 1,332,539,889 |
| 2      | Beauty and the Beast           | Disney               | US$ 1,263,521,126 |
| 3      | The Fate of the Furious        | Universal            | US$ 1,236,005,118 |
| 4      | Despicable Me 3                | Universal            | US$ 1,034,799,409 |
| 5      | Jumanji: Welcome to the Jungle | Sony                 | US$ 962,077,546   |
| 6      | Spider-Man: Homecoming         | Sony                 | US$ 880,166,924   |
| 7      | Wolf Warrior 2                 | United Entertainment | US$ 870,325,439   |
| 8      | Guardians of the Galaxy Vol. 2 | Disney               | US$ 869,087,963   |
| 9      | Thor: Ragnarok                 | Disney               | US$ 853,983,911   |
| 10     | Wonder Woman                   | Warner Bros.         | US$ 822,303,505   |

Star Wars: Os Últimos Jedi, A Bela e a Fera, Velozes e Furiosos 8 e Meu Malvado Favorito 3, cada um arrecadou mais de US$ 1 bilhão, e são classificados como as 10.º, 11.º e 31.º filmes de maior bilheteira de todos os tempos, respectivamente, com o último sendo a 6.ª maior bilheteira de filmes animados.
Wolf Warrior 2, um filme chinês, tornou-se o primeiro filme não hollywoodiano a ser listado nas 100 maiores bilheterias mundiais.

## Premiações
- Prêmios Globo de Ouro de 2017
- Oscar 2017
- BAFTA 2017
- Critics' Choice Awards de 2017

## Filmes de 2017
Lista dos lançamentos cinematográficos previstos para 2017.

### Janeiro
- Quatro Vidas de um Cachorro
- Eu Fico Loko
- Resident Evil 6: O Capítulo Final
- xXx: Reativado
- Os Penetras 2 – Quem Dá Mais?
- The Yellow Birds
- Kung Fu Yoga
- Os Saltimbancos Trapalhões: Rumo a Hollywood

### Fevereiro
- LEGO Batman: O Filme
- John Wick: Um Novo Dia Para Matar
- O Chamado 3
- Internet: O Filme
- Cinquenta Tons Mais Escuros
- As Aventuras de Paddington 2
- A Lei da Noite
- Monster Trucks
- TOC: Transtornada Obsessiva Compulsiva

### Março
- A Bela e a Fera
- O Poderoso Chefinho
- Logan
- A Vigilante do Amanhã: Ghost in the Shell
- Power Rangers
- Patrulha Canina: Missão Patinha
- Kong: A Ilha da Caveira
- Fragmentado
- T2 Trainspotting

### Abril
- Guardiões da Galáxia Vol. 2
- Velozes e Furiosos 8
- Os Smurfs e a Vila Perdida

### Maio
- Piratas do Caribe: A Vingança de Salazar
- Rei Arthur: A Lenda da Espada
- Alien: Covenant

### Junho
- Meu Malvado Favorito 3
- Z - A Cidade Perdida
- A Múmia
- O Círculo
- Em Ritmo de Fuga
- Baywatch: S.O.S. Malibu
- O Experimento Belko
- Meus 15 Anos - O Filme

### Julho
- Homem-Aranha: De Volta ao Lar
- Carros 3
- Transformers: O Último Cavaleiro
- Wolf Warrior 2
- The House
- D.P.A. - Detetives do Prédio Azul: O Filme
- De Canção em Canção
- Dunkirk

### Agosto
- Descendentes 2
- Emoji: O Filme
- Annabelle 2: A Criação do Mal
- Planeta dos Macacos: A Guerra
- A Torre Negra
- Batman e Arlequina: Pancadas e Risadas
- Valerian e a Cidade dos Mil Planetas
- Na Mira do Atirador
- Os Guardiões
- Atômica
- O Filme da Minha Vida
- Malasartes e o Duelo com a Morte
- Bingo: O Rei das Manhãs

### Setembro
- It: A Coisa
- LEGO Ninjago: O Filme
- Kingsman: O Círculo Dourado
- Olhos Famintos 3
- Teu Mundo não Cabe nos Meus Olhos
- Limites
- Morrer Novamente Amanhã

### Outubro
- Thor: Ragnarok
- Pica-Pau: O Filme
- My Little Pony: O Filme
- As Aventuras do Capitão Cueca: O Filme
- Tempestade: Planeta em Fúria
- Blade Runner 2049
- Chocante
- Malila: The Farewell Flower

### Novembro
- Liga da Justiça
- Viva - A Vida é Uma Festa
- Pokémon O Filme: Eu Escolho Você!
- Historietas Assombradas: O Filme
- Boneco de Neve
- Assassinato no Expresso Oriente

### Dezembro
- Star Wars: Episódio VIII - Os Últimos Jedi
- Jumanji: Bem-Vindo à Selva
- A Forma da Água
- Fala Sério, Mãe!
- Pequena Grande Vida
- A Escolha Perfeita 3
- Extraordinário